# Kevin Dawson
Kevin Emiliano Dawson Blanco (Colonia del Sacramento, 8 febbraio 1992) è un calciatore uruguaiano, portiere del Defensor Sporting.

## Carriera

### Club
Ha esordito il 13 ottobre 2013 in occasione del match pareggiato 1-1 contro il Dep. Maldonado.

### Nazionale
Nel 2009 ha giocato una partita nella nazionale uruguaiana Under-17.

## Palmarès

### Club

#### Competizioni nazionali
- Campionato uruguaiano: 1

Plaza Colonia: Clausura 2016
- Copa Uruguay: 1

Defensor Sporting: 2024
- Supercopa Uruguaya: 1

Peñarol: 2018